# Рутелли, Франческо
Франческо Рутелли (итал. Francesco Rutelli; род. 14 июня 1954, Рим) — итальянский политик, министр культуры и туризма и заместитель председателя Совета Министров во втором правительстве Проди (2006—2008). Лидер партии Маргаритка (2002—2007), Альянса за Италию (с 2009), сопредседатель Европейской демократической партии.

## Биография

### Ранние годы
Сын архитектора Марчелло Рутелли и правнук известного скульптора Марио Рутелли, Франческо учился в престижной школе Неверских сестёр, а затем в иезуитском лицее Massimo. По утверждению отца, его сын поддался бунтарскому духу эпохи и в 1971 году был исключён из католического лицея, но поступил в государственный лицей имени Сократа. Сам Франческо в своих мемуарах 1996 года Piazza della libertà («Площадь свободы») утверждал, что полностью прошёл курс обучения в университете, но не окончил его официально, поскольку не сдал положенные 22 выпускных экзамена. В 1975 году Рутелли официально отказался от прохождения военной службы на основании личных убеждений, но через два года, по собственному утверждению в тех же мемуарах, написал письмо министру обороны Аттилио Руффини, в котором содержались следующие слова: «Ты бойкотируешь закон об освобождении от военной службы по убеждениям, поэтому я прекращаю прохождение своей альтернативной гражданской службы и заявляю, что ты должен бросить меня в военную тюрьму» (никаких репрессий со стороны Министерства обороны не последовало).

### Политическая деятельность
Начало политической биографии Франческо Рутелли тесно связано с харизматичным лидером борьбы за гражданские права Марко Паннелла, под чьим влиянием Рутелли в 1970-е годы вступил в маленькую, но боевитую Радикальную партию и в её рядах отчаянно боролся за право на развод и аборты, поддерживал на парламентских выборах выдвинутую партией кандидатуру профессора Тони Негри, который отбывал тюремное заключение по обвинению в связях с вооружёнными экстремистами, но которого Франческо считал политзаключённым (некоторое время спустя после освобождения тот бежал во Францию). В 1981 году Рутелли стал национальным секретарём Радикальной партии.
В 1983—1987 годах Рутелли представлял в Палате депутатов IX созыва Радикальную партию, в 1987—1990 состоял во фракции Европейских федералистов той же палаты X созыва, в 1992—1994 годах представлял зелёных в парламенте XI созыва. В 2001—2006 годах состоял во фракции партии Маргаритка Палаты депутатов XIV созыва, а в 2006—2008 представлял в парламенте XV созыва коалицию Оливковое дерево и Демократическую партию. 5 июля 1990 года была принята его досрочная отставка из парламента X созыва.
В 1988 году Рутелли основал в Риме «Центр за достойное будущее» (Centro per un Futuro Sostenibile), в 1989 году вместе с группой своих сторонников, недовольных переменами в Радикальной партии, стал одним из учредителей партии «Зелёные-Радуга», которая, в свою очередь, в 1990 году объединилась с Федерацией зелёных списков в Федерацию зелёных.
28 апреля 1993 года Франческо Рутелли стал министром окружающей среды в правительстве Чампи, но уже 29 апреля ушёл в отставку, и 4 мая 1993 года его сменил Вальдо Спини (этот демарш Рутелли предпринял после голосования Палаты депутатов, отказавшейся снять депутатскую неприкосновенность с Беттино Кракси).
В том же 1993 году, не имея тесных связей ни с коммунистами, ни с социалистами, Рутелли оказался оптимальным единым кандидатом левоцентристских сил на выборах мэра Рима и победил на них, оставаясь в этой должности до 2001 года, когда, после некоторого перерыва, вновь был избран в Палату депутатов (все эти годы его ближайшим соратником оставался Роберто Джакетти, впоследствии — заместитель председателя Палаты депутатов). При следующей попытке вернуть себе этот пост, в 2008 году, он уступил Джованни Алеманно.
27 февраля 1999 года Рутелли, возглавлявший на тот момент «Движение мэров», иначе называемое Centocittà, то есть «Сто городов» (в 90-е годы мэры итальянских коммун впервые стали избираться прямым голосованием), стал одним из инициаторов создания новой политической партии — «Демократы».
На парламентские выборы 2001 года Рутелли пошёл в качестве лидера левоцентристской коалиции Оливковое дерево, которая, лишившись поддержки Партии коммунистического возрождения и Италии ценностей, проиграла правоцентристскому блоку Сильвио Берлускони и Лиги Севера.

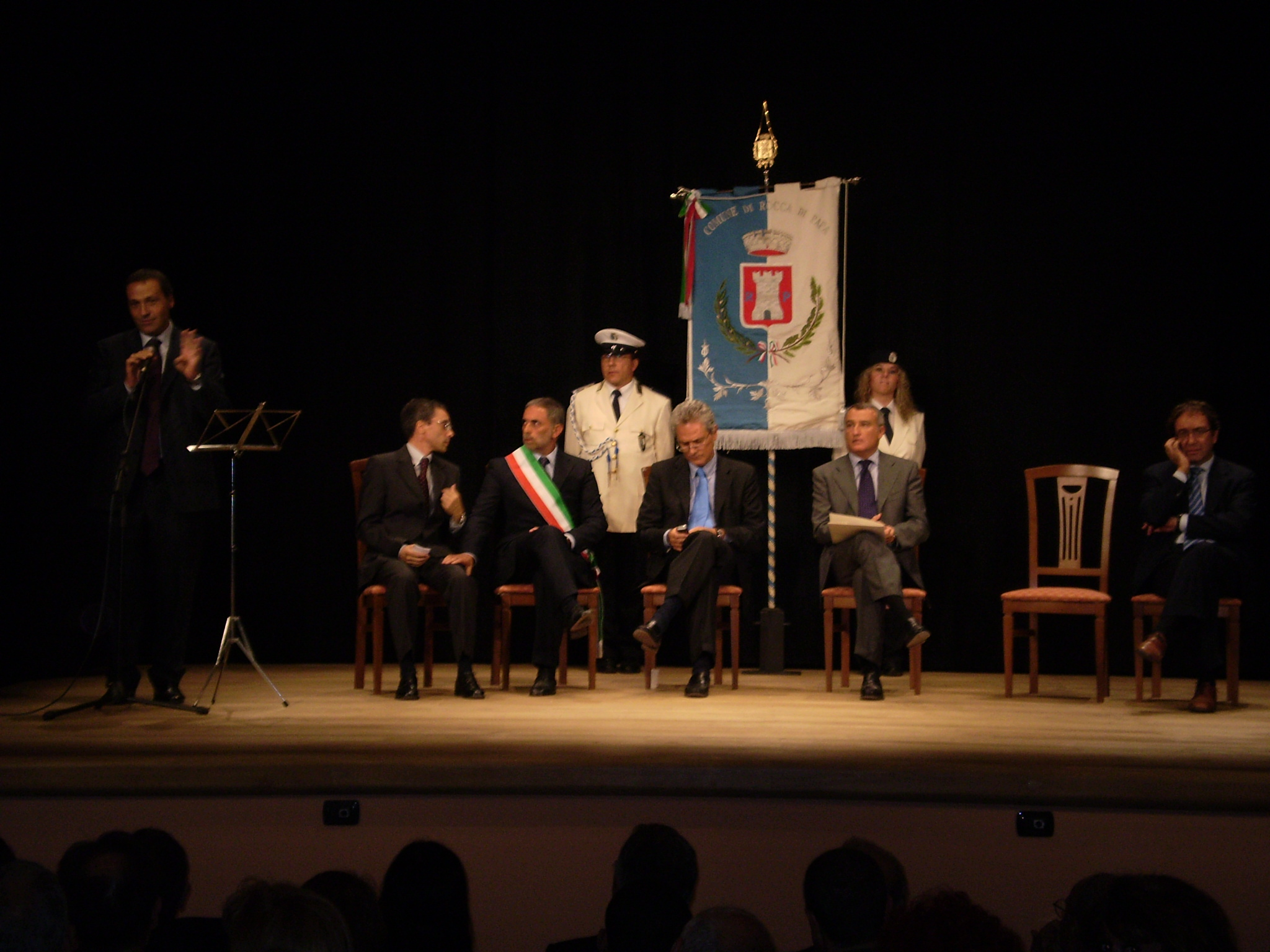
Министр культуры Рутелли (сидит в центре) на церемонии открытия городского театра в Рокка-ди-Папа в 2007 году.

C 20 июля 1999 по 19 июля 2004 года состоял во фракции Европейской партии либералов, демократов и реформаторов Европарламента, представляя «Демократов», входил с 21 июля 1999 по 14 января 2002 года в Комиссию по иностранным делам, правам человека, общей безопасности и оборонной политике, а с 17 января 2002 по 19 июля 2004 года в Комиссию по обеспечению свобод и гражданских прав, юстиции и внутренним делам.
С 2002 по 2007 год Рутелли являлся бессменным и единственным лидером партии «Маргаритка», вплоть до её вхождения в новую Демократическую партию.
C 17 мая 2006 по 6 мая 2008 года являлся министром культуры и туризма и заместителем председателя Совета Министров во втором правительстве Проди.
В 2008 году Рутелли был избран в Сенат XVI созыва от Демократической партии и оставался в нём весь срок полномочий, до 2013 года.
27 октября 2009 года Рутелли объявил о выходе из Демократической партии, а месяц спустя основал движение Альянс за Италию. В интервью газете Corriere della Sera он объяснил своё решение следующим образом: «ДП сдвинулась влево. Я это уважаю, но мы создали движение с намерением объединить демократические, реформистские и либеральные силы ради улучшения нашей страны».
В 2022 был внесён кандидатом в списки голосования за президента Итальянской республики.

## Частная жизнь
Рутелли женат на журналистке Барбаре Паломбелли (в 1982 году состоялась регистрация брака, в 1995 — церковное венчание). У супругов четверо детей, трое последних из них приёмные: Джорджио, Франчиско, Серена и Моника. Болеет за футбольный клуб Лацио, хорошо играет в теннис, суеверен (приказал снять в своём министерском офисе две картины XVIII века, изображавшие кораблекрушения).

## Награды
Награды иностранных государств
| Страна           | Дата вручения      | Награда                                            | Награда                                            | Литеры |
| ---------------- | ------------------ | -------------------------------------------------- | -------------------------------------------------- | ------ |
| Республика Корея | —                  | Кавалер Grand Gwanghwa Medal                       | Кавалер Grand Gwanghwa Medal                       |        |
| Сан-Марино       | —                  | Кавалер Большого креста ордена Святой Агаты        | Кавалер Большого креста ордена Святой Агаты        |        |
| Бельгия          | —                  | Кавалер Большого креста ордена Леопольда II        | Кавалер Большого креста ордена Леопольда II        |        |
| Великобритания   | —                  | Почётный Рыцарь-командор ордена Британской империи | Почётный Рыцарь-командор ордена Британской империи | KBE    |
| Бразилия         | —                  | Гранд-офицер ордена Риу-Бранку                     | Гранд-офицер ордена Риу-Бранку                     |        |
| Испания          | 26 сентября 1998 — | Кавалер Большого креста ордена Гражданских заслуг  | Кавалер Большого креста ордена Гражданских заслуг  |        |